# Giovanni Alfazio
Giovanni Alfazio, né le 3 août 1838 à Poirino et mort le 2 février 1913 dans la même commune, est un préfet et un homme politique italien. Il est sénateur du 4 mars 1904 au 2 février 1913.

## Biographie
Il entre dans la fonction publique en 1861 en tant que bénévole dans les affaires du gouvernement central. Comme sous-préfet de Messine, il conduit la répression contre le banditisme en Sicile. En 1896, il est nommé directeur général de la Sécurité publique et chef de la police. Au cours de son mandat a lieu la deuxième tentative d'assassinat contre le roi Umberto I.
Il est préfet de la province de Bénévent du 6 avril 1891 au 15 août 1891.

## Récompenses
- Grand officier de l'ordre de la Couronne d'Italie
- Ordre des Saints-Maurice-et-Lazare